# Клау (язык)
Клау (Гау; кит.: 稿) — язык кадайской группы.

## Географическое распределение
Места распространения и самоназвание:
| Самоназвания              | Места распространения и группы гэлао                                             |
| ------------------------- | -------------------------------------------------------------------------------- |
| klau55, lau55, pɯ55 lau55 | дер. Ваньцзы (弯子), Ванчжай (王寨), Дагоучан (大狗场), Хэйчжай (黑寨)           |
| qau13                     | пос. Байянь 白岩 (дер. Синьчжай 新寨, Воцзы 窝子, Чанчун 长冲, Вэйци 未七 и др.) |
| ɣe45                      | дер. Цяошан (桥上), Нюдун (牛洞)                                                 |
| gau13                     | ижэнь (羿人)                                                                     |